# Pseudomalus
Pseudomalus  (лат.) — род ос-блестянок.

## Распространение
Голарктика. Наибольшее разнообразие видов наблюдается в Средней Азии. В Европе около 5 видов.

## Описание
Лицевое углубление обычно глубокое, гладкое, неопушенное. Паразитируют на песочных осах семейства Crabronidae из подсемейства Pemphredoninae.

## Систематика
- Pseudomalus auratus (Linnaeus, 1758)
- Pseudomalus meridianus Strumia, 1996
- Pseudomalus pusillus (Fabricius, 1804)
- Pseudomalus triangulifer (Abeille de Perrin, 1877)
- Pseudomalus violaceus (Scopoli, 1763)